# Хатки (Дрогобицький район)
Хатки́  - село в Україні, у Дрогобицькому районі Львівської області, орган місцевого самоврядування — Дрогобицька міська рада. Населення становить понад 200 осіб. Село розташоване на північному сході району.

## Назва
7 травня 1946 року Указом Президії Верховної Ради УРСР перейменували хутір Хатки-Клебанівка Рихтицької сільської Ради на хутір Хатки, а хутір Хатки-Нємка - на хутір Зелена Балка.

## Географія
Село розташоване за 8 км на північ від центру міста Дрогобич. Перетинається залізницею, сполученням Самбір-Стрий. Поселення складається із чотирьох частин: Хатки-Клебанівка, Хатки-Нємка, Лісові Хатки (інколи наз. Михайлівські Хатки) та Хатки-Кіткові.
Наявні дві вулиці: Зелена Балка (заг. протяжність 5630 м) та Лісова (1130 м).
| Клімат Хаток            | Клімат Хаток | Клімат Хаток | Клімат Хаток | Клімат Хаток | Клімат Хаток | Клімат Хаток | Клімат Хаток | Клімат Хаток | Клімат Хаток | Клімат Хаток | Клімат Хаток | Клімат Хаток | Клімат Хаток |
| Показник                | Січ.         | Лют.         | Бер.         | Квіт.        | Трав.        | Черв.        | Лип.         | Серп.        | Вер.         | Жовт.        | Лист.        | Груд.        | Рік          |
| Середній максимум, °C   | −0,9         | 0,6          | 5,7          | 13,0         | 18,6         | 21,6         | 23,2         | 22,7         | 18,6         | 13,1         | 6,0          | 1,1          | 11,9         |
| Середня температура, °C | −3,7         | −2,1         | 2,2          | 8,3          | 13,4         | 16,4         | 18,0         | 17,4         | 13,7         | 8,6          | 3,1          | −1,3         | 7,8          |
| Середній мінімум, °C    | −6,4         | −4,7         | −1,3         | 3,7          | 8,3          | 11,3         | 12,8         | 12,1         | 8,8          | 4,2          | 0,2          | −3,6         | 3,8          |
| Норма опадів, мм        | 37           | 36           | 40           | 50           | 77           | 96           | 94           | 75           | 58           | 46           | 44           | 50           | 703          |
| ----------------------- | ------------ | ------------ | ------------ | ------------ | ------------ | ------------ | ------------ | ------------ | ------------ | ------------ | ------------ | ------------ | ------------ |
| Джерело:                |              |              |              |              |              |              |              |              |              |              |              |              |              |

## Населення
Станом на 1989 рік у селі проживали 148 осіб, серед них — 70 чоловіків і 78 жінок.
За даними перепису населення 2001 року у селі проживали 210 осіб. Рідною мовою назвали:
| Мова       | Кількість осіб | Відсоток |
| ---------- | -------------- | -------- |
| українська | 210            | 100,00 % |